# 一宮市立神山小学校
一宮市立神山小学校（いちのみやしりつかみやましょうがっこう）は、愛知県一宮市平和2丁目にある公立小学校。

## 概要
- 一宮市の中心西部（一宮駅西）にある小学校の一つであり、一色町、神山1-3丁目、神戸町、北浦町、栄1-4丁目（一部）、新生1丁目、竹橋町（一部）、天王1-4丁目、西出町、日光町（一部）、八幡1-5丁目、東出町、深坪町、平和1-3丁目、南出町、大和町福森、（字郷の一部）、大和町馬引、大和町毛受、大和町毛受字八幡前（一部）、大和町毛受字宮東が校区である[1]。

## 沿革
- 1908年（明治41年）11月 - 一宮女子高等小学校を廃止。一宮第三尋常高等小学校として開校。
- 1916年（大正5年）12月 - 校舎を新築する。
- 1926年（大正15年）7月 - 第三青年学校を併設する。
- 1932年（昭和7年） - 校舎を増築する。
- 1941年（昭和16年）4月1日 - 第三国民学校に改称する。
- 1947年（昭和22年）4月1日 - 一宮市立第三小学校に改称する。
- 1948年（昭和23年）10月1日 - 一宮市立神山小学校に改称する。
- 1959年（昭和34年）3月29日 - 現在地に校舎を新築し移転。校区の変更により、一宮市立大和東小学校と一宮市立大和西小学校の校区の一部が移る。
- 1960年（昭和35年） - 屋内運動場が完成する。
- 1971年（昭和46年）4月1日 - 一宮市立末広小学校を分離する。
- 1974年（昭和49年）8月12日 - プールが完成する。
- 1981年（昭和56年）3月29日 - 校舎を増築する。
- 1990年（平成2年） - 多目的ホールが完成する。
- 2003年（平成15年） - 現在の屋内運動場が完成する。

## 交通アクセス
- JR東海東海道本線「尾張一宮駅」下車、徒歩約15分。
- 名鉄名古屋本線「名鉄一宮駅」下車、徒歩約15分。
- 名鉄バス起線「一宮スイミングスクール前」より徒歩約5分。

## 周辺施設
- 東海道本線尾張一宮駅、名鉄名古屋本線名鉄一宮駅
- 名鉄尾西線西一宮駅（通称・玉ノ井線）
- 修文大学・修文大学短期大学部・修文女子高等学校
- 一宮市立中部中学校